# Periscepsia lateralis
Periscepsia lateralis là một loài ruồi trong họ Tachinidae.